# Флаг Тюлячинского района
Флаг Тюлячинского муниципального района Республики Татарстан Российской Федерации — опознавательно-правовой знак, служащий официальным символом муниципального образования.

## Описание
«Флаг Тюлячинского района представляет собой прямоугольное красное полотнище с соотношением ширины к длине 2:3, несущее вдоль верхнего края зелёную полосу в 3/10 ширины полотнища, а в середине полотнища изображение весов из герба района, выполненное белыми и жёлтыми цветами, причём коромысло весов лежит поверх границы полос».

## Обоснование символики
Флаг разработан на основе герба Тюлячинского муниципального района и языком символов и аллегорий отражает его историко-культурные особенности.
Районный центр Тюлячи имеет древнюю историю. Его основание относят к эпохе поздней Золотой Орды и раннего Казанского ханства. Село было известно крупной ярмаркой, что отражено во флаге изображением весов, чаши которых наполнены монетами и зерном.
Весы с полными чашами символизируют как былое величие земли Тюлячинского района, так и его современный потенциал развития. Кроме того, жёлтые (золотые) монеты аллегорически указывают на богатое историко-культурное наследие района, на территории которого расположены уникальные археологические памятники.
Зелёная полоса указывает на то, что Тюлячинский район в основе своей является сельскохозяйственным районом.
Жёлтый (золотой) — символ урожая, богатства, интеллекта и уважения.
Белый (серебряный) — символ ясности, открытости, примирения, невинности.
Красный цвет — символ мужества, силы, трудолюбия, красоты и праздника.
Зелёный цвет — символ природы, здоровья, молодости, жизненного роста.